# Universidade Livre de Amesterdã
Não confundir com a Universidade de Amsterdã.

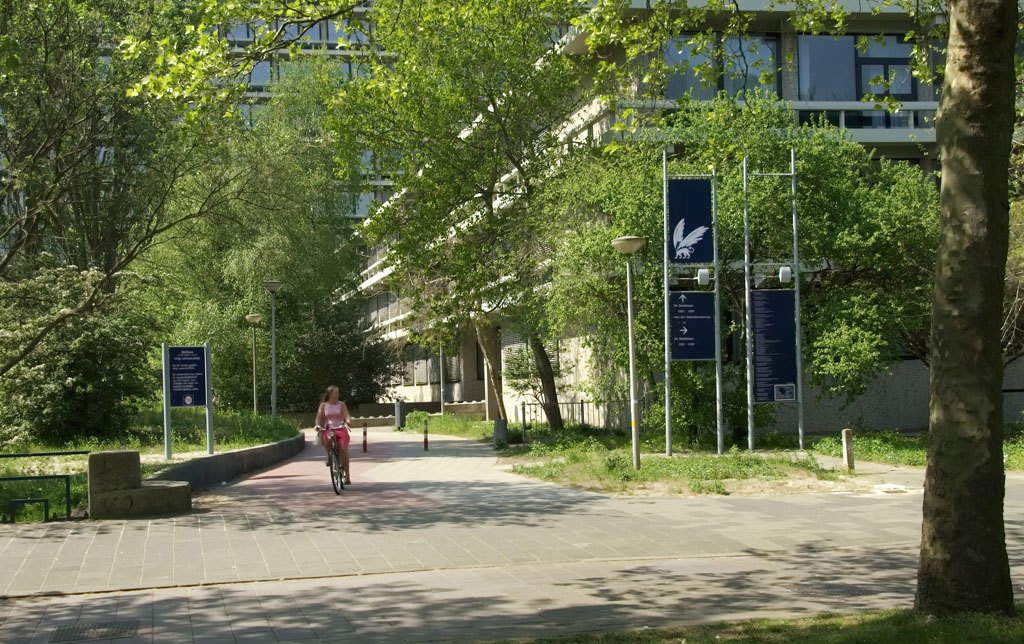
Lado oeste da sede principal

A Universidade Livre de Amsterdã (em neerlandês:  Vrije Universiteit Amsterdam, abreviada para VU) é uma instituição de ensino superior privada situada na cidade capital de Amsterdã, na parte noroeste da Holanda. Fundada em 1880 pelo líder protestante Abraham Kuyper, a VU é uma das duas grandes universidades de pesquisa financiadas com fundos públicos na cidade, sendo a outra a Universidade de Amsterdã (UvA). A tradução literal do nome holandês Vrije Universiteit é "Universidade Livre". "Livre" refere-se à separação da igreja e do estado. Tanto dentro como fora da universidade, a instituição é comumente referida como "a VU". A VU University Amsterdam foi escolhida como a melhor universidade de Amsterdã pelos alunos em 2018.Embora fundada como uma instituição privada, a VU tem recebido financiamento do governo em paridade com universidades públicas desde 1970. A universidade está localizada em um campus urbano compacto no bairro Buitenveldert na zona sul de Amsterdã e adjacente ao centro financeiro Zuidas.
O emblenha oficial da universidade é intitulado A Virgem no Jardim. Escolhido pessoalmente por Abraham Kuyper, o líder protestante reformado e fundador da universidade, ele retrata uma virgem vivendo em liberdade em um jardim enquanto aponta para Deus, referindo-se à Reforma Protestante nos Países Baixos nos séculos XVI e XVII. Em 1990, a universidade adotou o mítico grifo como seu logotipo.

## História
A Universidade Livre de Amsterdã (VU) foi fundada no ano de 1880 por um grupo de cristãos protestantes sob liderança do jornalista e teólogo Abraham Kuyper. De 1883 a 1966 a universidade estava instalada em um prédio no canal Keizersgracht. Para a expansão da universidade a VU comprou um terreno em Buitenveldert, na zona sul da cidade, do município de Amsterdã. Aproximadamente vinte anos depois, em 1973, a construção da nova sede foi finalizada e a universidade foi transferida para o novo prédio. Na década de 1970 era um dos mais altos prédios da cidade.

## Galeria

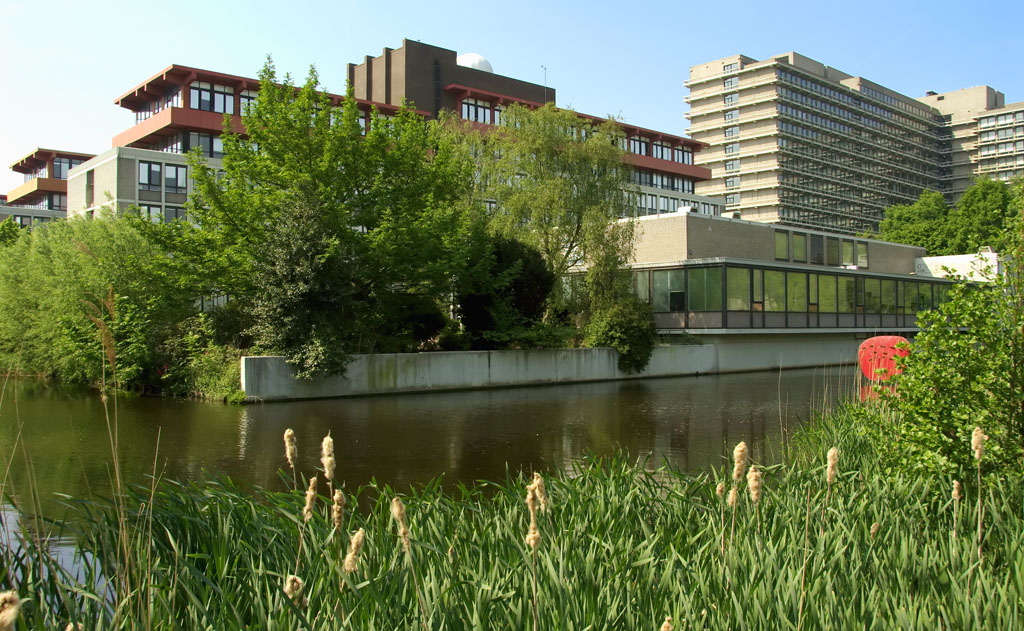
Prédio dos cursos física e matemática
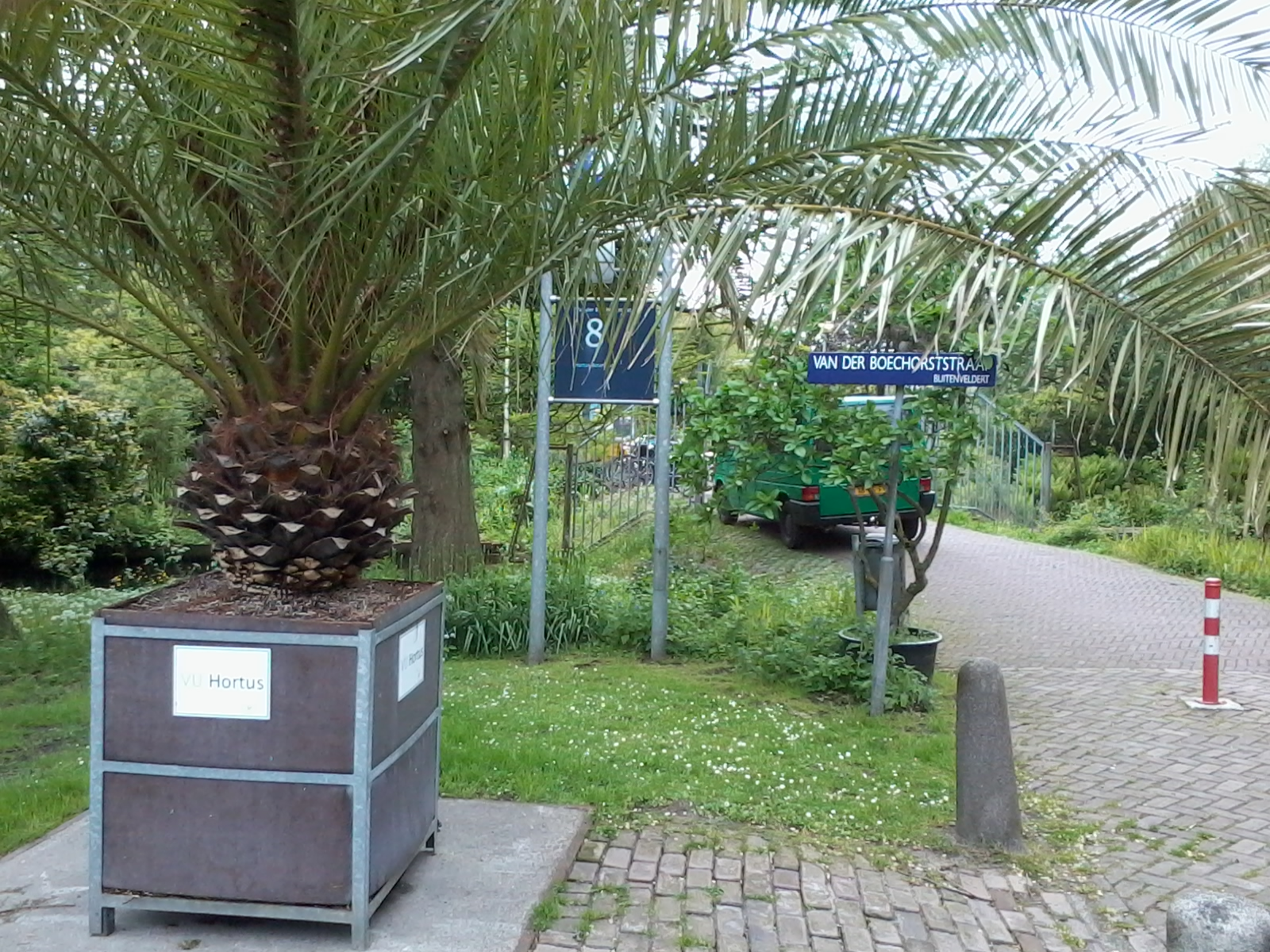
Jardim Botânico